# E652

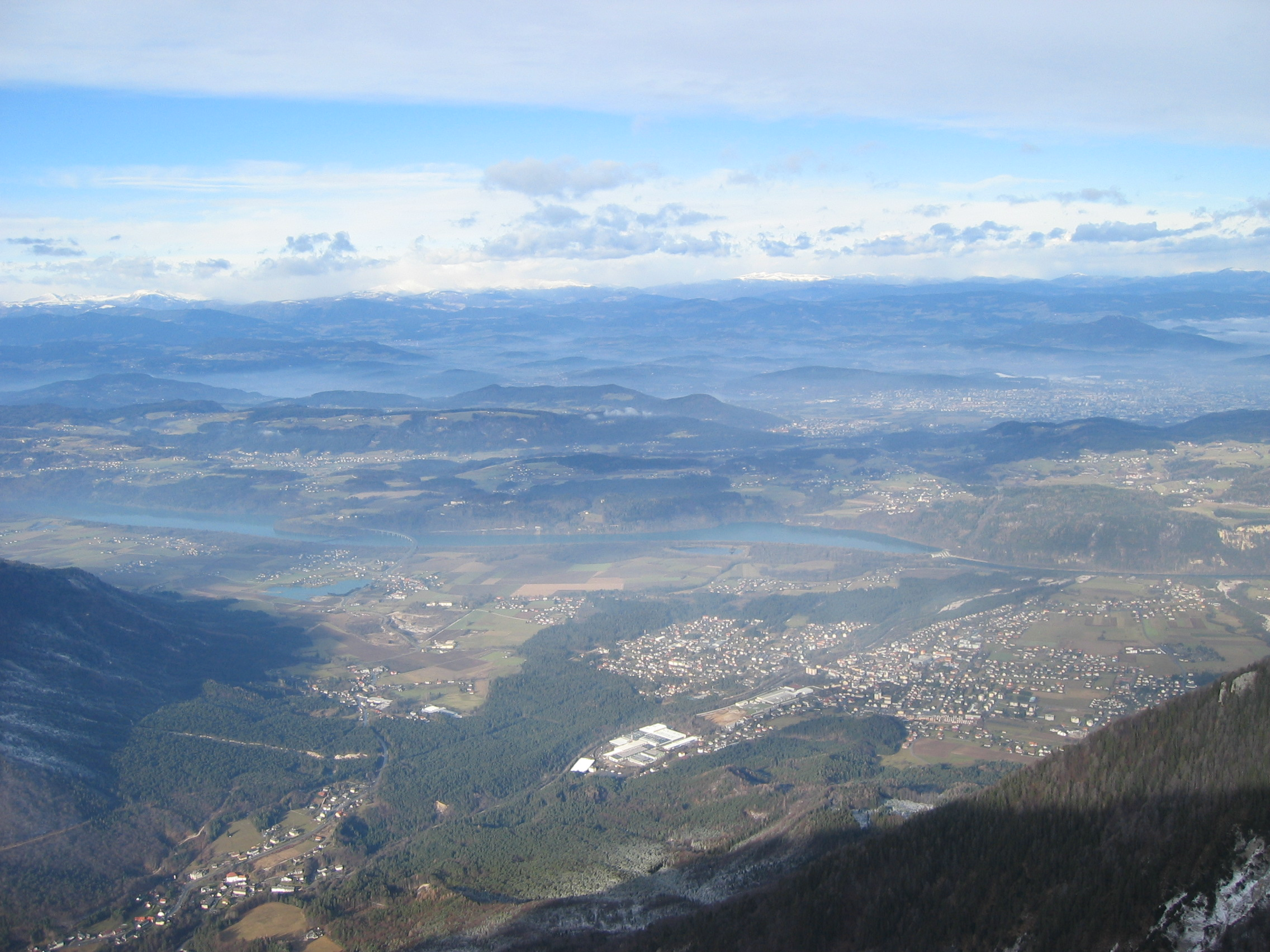
Bild från ett berg över staden Ferlach och floden Drava. E652 går nära bildens nedre vänstra hörn, och korsar floden på bron i vänster del av bilden.

E652 eller Europaväg 652 är en europaväg som börjar i Klagenfurt i Österrike och slutar nära Kranj i Slovenien. Den är 51 km lång.

## Sträckning
Klagenfurt - Loiblpasset - (gräns Österrike-Slovenien) - Kranj

## Standard
Vägen är landsväg hela sträckan. 

## Anslutningar till andra europavägar
- E66
- E61